# Lavage (district, Sangarédi)
Pour les articles homonymes, voir Lavage.
Lavage est l'un des districts de la sous-préfecture de Sangaredi, situé dans la préfecture de Boké en république de Guinée,,.

## Géographie

### Démographie
- En 2014, le district comptait 12 512 habitants selon les RGPH 2014[4].